# 个人防火墙
个人防火墙是一种应用程序，它可以控制进出电子计算机的网络流量，並根据安全策略允许或拒绝計算機與外界某些計算機的通信。通常情况下，它是一種應用層防火牆。
个人防火墙在规模上与一般意義上的防火墙不同。个人防火墙通常只保护它所使用的计算机，而防火墙通常安装在两个或多个网络之间的指定接口上，如路由器或代理服务器。因此，个人防火墙可以为单个计算机定义安全策略，而防火墙则控制它所连接的网络之间的策略。